# Municipi metropolità

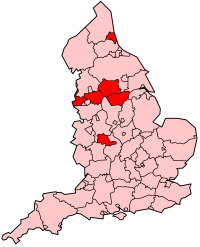
Municipis metropolitans

Un districte o municipi metropolità és una circumscripció territorial d'Anglaterra a nivell de districte i una subdivisió d'un comtat metropolità. Hi ha un total de trenta-sis districtes metropolitans repartits entre el Gran Manchester, Merseyside, West Midlands, Tyne i Wear, West Yorkshire i South Yorkshire. Tots ells tenen l'estatus de municipi i alguns, a més, el de ciutat. Van ser creats per la Llei de Govern Local de 1972, que va entrar en vigor l'1 d'abril de 1974. Després de l'abolició dels consells dels sis comtats metropolitans per la Llei de Govern Local de 1985, que va entrar en vigor l'1 d'abril de l'any següent, els municipis van rebre bona part dels seus poders i es van convertir en entitats similars a les autoritats unitàries.
El terme municipi metropolità va ser usat també per les subdivisions administratives del comtat de Londres entre 1900 i 1965, any en el qual van ser abolits per la Llei de Govern de Londres de 1963.

## Municipis metropolitans
| Comtat metropolità | Comtat metropolità | Municipis metropolitans                                                                    |
| ------------------ | ------------------ | ------------------------------------------------------------------------------------------ |
| Gran Manchester    | Gran Manchester    | Bolton, Bury, Manchester, Oldham, Rochdale, Salford, Stockport, Tameside, Trafford i Wigan |
| Merseyside         | Merseyside         | Knowsley, Liverpool, Sefton, St. Helens i Wirral                                           |
| South Yorkshire    | South Yorkshire    | Barnsley, Doncaster, Rotherham i Sheffield                                                 |
| Tyne i Wear        | Tyne i Wear        | Gateshead, Newcastle upon Tyne, North Tyneside, Sunderland i South Tyneside                |
| West Midlands      | West Midlands      | Birmingham, Coventry, Dudley, Sandwell, Solihull, Walsall i Wolverhampton                  |
| West Yorkshire     | West Yorkshire     | Bradford, Calderdale, Kirklees, Leeds i Wakefield                                          |